# CLDN11
CLDN11 (англ. Claudin 11) – білок, який кодується однойменним геном, розташованим у людей на короткому плечі 3-ї хромосоми.  Довжина поліпептидного ланцюга білка становить 207 амінокислот, а молекулярна маса — 21 993.
| 10         |  | 20         |  | 30         |  | 40         |  | 50         |
| ---------- |  | ---------- |  | ---------- |  | ---------- |  | ---------- |
| MVATCLQVVG |  | FVTSFVGWIG |  | VIVTTSTNDW |  | VVTCGYTIPT |  | CRKLDELGSK |
| GLWADCVMAT |  | GLYHCKPLVD |  | ILILPGYVQA |  | CRALMIAASV |  | LGLPAILLLL |
| TVLPCIRMGQ |  | EPGVAKYRRA |  | QLAGVLLILL |  | ALCALVATIW |  | FPVCAHRETT |
| IVSFGYSLYA |  | GWIGAVLCLV |  | GGCVILCCAG |  | DAQAFGENRF |  | YYTAGSSSPT |
| HAKSAHV    |  |            |  |            |  |            |  |            |

A: Аланін

C: Цистеїн

D: Аспарагінова кислота

E: Глутамінова кислота

F: Фенілаланін

G: Гліцин

H: Гістидин

I: Ізолейцин

K: Лізин

L: Лейцин

M: Метіонін

N: Аспарагін

P: Пролін

Q: Глутамін

R: Аргінін

S: Серин

T: Треонін

V: Валін

W: Триптофан

Кодований геном білок за функцією належить до фосфопротеїнів. 
Локалізований у клітинній мембрані, мембрані, клітинних контактах, щільних контактах.